# California (serie televisiva)
California (Knots Landing) è stata una serie televisiva statunitense, nata da una costola di Dallas, andata in onda negli Stati Uniti per 14 stagioni dal 27 dicembre 1979 al 13 maggio 1993 sulla CBS.
Ambientato in un immaginario sobborgo sulla costa californiana (Knots Landing, appunto), lo show è principalmente incentrato sulle vite di quattro coppie sposate che risiedono in un "cul-de-sac" della cittadina. Sebbene l'idea iniziale fosse quella di raccontare delle semplici "scene da un matrimonio", nel corso degli anni sono stati inseriti nella trama temi come violenze sessuali, assassinii, rapimenti, spaccio di droga e lotte di potere. La serie rappresenta uno dei telefilm americani più longevi, dopo Gunsmoke e a pari merito con Bonanza, sebbene quest'ultimo sia composto da più episodi (entrambi i telefilm, sono stati poi battuti nel 2004 da Law & Order - I due volti della giustizia).
In Italia la serie è arrivata nel 1981 su alcune tv locali del circuito GBR con il titolo Da Dallas a Knots Landing, ed è approdata in seguito dall'estate 1985 in prima serata su Retequattro col nuovo titolo California. Cancellata dai palinsesti di Retequattro dopo 214 episodi trasmessi (corrispondenti alle prime 9 meno i 5 episodi finali della nona, probabilmente doppiati e mai mandati in onda) è stata poi replicata dal circuito Cinquestelle e da diverse tv locali.

## Produzione
La serie è stata creata da David Jacobs (Lois & Clark - Le nuove avventure di Superman) insieme al produttore Michael Filerman (Falcon Crest). Sebbene il telefilm sia stato prodotto a partire dal 1979 (e cioè l'anno dopo l'inizio di Dallas, da cui California è nato), l'idea di base fu proposta da Jacobs alla CBS prima del serial sugli Ewing. Ma la CBS scartò la proposta chiedendo a Jacobs qualcosa di più "forte". Solo il grande successo di Dallas spinse la rete televisiva a ritornare sui suoi passi e riprendere in mano il soggetto di California. L'unico cambiamento che fu apportato fu inserire nella trama una coppia che fosse direttamente imparentata alla famiglia Ewing. Jacobs pensò quindi di dare spazio ai genitori di Lucy Ewing, Gary (fratello di J.R. e Bobby), e Valene, interpretati da Ted Shackelford (Febbre d'amore) e Joan Van Ark. La serie prende inizio dal trasferimento di Gary e Valene a Knots Landing, dove vivono già tre coppie sposate: Sid (Don Murray, Fermata d'autobus) e Karen Fairgate (Michelle Lee, ...e alla fine arriva Polly), Richard (John Pleshette, cugino della più famosa Suzanne) e Laura Avery (Constance McCashin) e Kenny (Jim Houghton, Febbre d'amore) e Ginger Ward (Kim Lankford) e per le cui storie, Jacobs si ispira vagamente al film di Ingmar Bergman, Scene da un matrimonio (1973).
Sebbene non popolare come la serie-madre, California ha avuto una maggiore durata e ha riscontrato più commenti positivi da parte dei critici televisivi. Lo show ha avuto il suo maggiore successo nelle stagioni 1983-1984 e 1984-1985, in cui entra fra i primi dieci della classifica Nielsen americana. Le ragioni del successo sono da ascrivere sicuramente a una trama più drammatica delle stagioni precedenti e all'arrivo di nuovi personaggi che riscontrano l'interesse del pubblico (uno su tutti, il personaggio della perfida sorella di Sid, Abby, interpretata da Donna Mills). Nella stagione 1988-1989, California sorpassa Dallas nel numero di spettatori, sebbene il pubblico inesorabilmente cominci sempre più a disinteressarsi a tutti e due gli show.

## Trama

### Prima stagione
Come già detto, l'idea di partenza della serie è una sorta di versione televisiva (e americana) di Scene da un matrimonio di Ingmar Bergman. La storia iniziale si concentra infatti sulle varie coppie che abitano in una strada senza uscita di Knots Landing chiamata "Seaview Circle". C'è la coppia "stabile", Sid e Karen con i loro tre figli, Eric, Diana e Michael. C'è la coppia che porta avanti il proprio matrimonio con difficoltà, Richard e Laura. E c'è la coppia di freschi sposini, Kenny e Ginger. È qui che la pecora nera di casa Ewing, Gary, decide di trasferirsi con Valene, per sfuggire una volta per tutte alle pressioni della sua famiglia e ai colpi bassi di J.R.
I nuovi arrivati (nel corso della prima stagione) fanno subito amicizia con i Fairgate, tanto che Sid offre un lavoro a Gary presso la sua concessionaria d'auto (per poi ottenere una promozione, che quasi fallisce miseramente quando l'uomo si presenta ubriaco al party dell'azienda). Nel frattempo, Ginger scopre il tradimento del marito (e lo lascia), mentre Richard – a corto di denaro – cede al "ricatto" della moglie: lei chiederà i soldi a suo padre solo se suo marito le permetterà di tornare a lavorare.

### Seconda stagione
Nella seconda stagione, l'arrivo della sorella di Sid, Abby (Donna Mills), porterà alla serie una ventata di cinismo e sotterfugi. Un anno prima dall'entrata in scena di Alexis Carrington a Dynasty e di Angela Channing a Falcon Crest, Abby può essere sicuramente considerata la prima "J.R. in gonnella" della tv americana. Nel corso della stagione, infatti, la donna farà di tutto per mettere zizzania fra le varie coppie di Knots Landing: così, farà in modo che Valene scopra la tresca tra suo marito e l'affascinante Judy Trent, moglie del suo "sponsor" presso la Alcolisti Anonimi; sedurrà Richard, senza preoccuparsi minimamente di Laura (che nel frattempo inizia una relazione con il suo datore di lavoro all'agenzia immobiliare, Scooter Warren) e poi lo scaricherà altrettanto velocemente quando il suo ex marito la minaccerà di portarle via i figli; e infine non esiterà a sedurre addirittura un malvivente che ha preso in ostaggio le donne di Knots Landing per riuscire a mettersi in salvo (e a mettere in salvo le altre).

### Terza stagione
La terza stagione mette in scena vita e morte nelle sue più svariate sfaccettature: Sid – rimasto vittima di un incidente automobilistico alla fine della stagione precedente – muore dopo avere accettato di sottoporsi ad un intervento molto pericoloso. Karen – che prende il posto di Sid nell'azienda del marito – non riuscirà facilmente ad esternare i suoi sentimenti, fino a quando Ginger le metterà in braccio il bambino appena avuto con suo marito Kenny (dal quale era precedentemente tornata). Anche Laura scopre di essere incinta e questo le impedisce di lasciare suo marito Richard. Quest'ultimo, dopo essersi rifiutato di intrattenere (sessualmente) alcune clienti per il bene dello studio legale per cui lavora, perde il suo posto e cade in depressione, in seguito alla quale verrà rinchiuso in un ospedale psichiatrico. E infine, in casa Ewing, due "nuove" donne compaiono all'orizzonte: la madre di Valene, Lilimae (Julie Harris), che si è trasferita da lei, e con la quale la donna ha non pochi problemi (Val accusa la donna di averla abbandonata da piccola) e Abby, che finalmente riesce a sottrarre Gary alla moglie, con buona pace di Valene (che scopre tutto).

### Quarta stagione
Karen scopre che le indagini sugli individui che hanno causato l'incidente di Sid sono state interrotte e si reca dal procuratore legale per far presente la situazione e trova nel procuratore, Mack McKenzie (Kevin Dobson), un alleato, tanto che ben presto l'uomo troverà gli assassini di Sid. E troverà anche l'amore di Karen. Intanto, Valene torna a Knots Landing, ma - nonostante cominci ad avere successo come autrice del best seller "Capricorn Crude", ispirato alla famiglia Ewing - la donna è infelice: la sua vita senza Gary non ha senso. L'uomo nel frattempo è andato a convivere con Abby e ha ereditato parte del patrimonio di suo padre Jock, che usa entrando in affari con Kenny e producendo il disco di esordio della bella Ciji Dunne (Lisa Hartman). In casa Avery, torna la pace. Laura e Richard si riappacificano e l'uomo decide di aprire un ristorante, finanziato da Abby. Nel contratto fra i due, Abby aggiunge una clausola: Ciji deve esibirsi nel locale ogni sera. La cantante, nel frattempo, dà da pensare a Ginger, perché si sente trascurata dal marito, troppo preso dalla carriera di Ciji. Anche Richard è preoccupato della forte amicizia tra Ciji e sua moglie Laura, tanto da cominciare a pensare che tra le due donne ci sia una relazione anche sessuale. Nel frattempo, il press agent di Valene, Chip Roberts, ha bisogno di un posto dove stare e Lilimae convince la figlia ad ospitarlo in casa loro. L'uomo non si può certo chiamare una persona affidabile. Egli ha contemporaneamente una relazione con Diana, la figlia di Karen, e con Ciji e va nel panico quando quest'ultima rimane incinta e perde le staffe quando la donna scopre che in realtà lui non è chi dice di essere (in realtà, l'uomo è un criminale di nome Tony Fenice). Negli ultimi episodi, eventi drammatici gravano su Knots Landing. L'oceano riporta a galla un corpo di donna. È il corpo di Ciji. Gary si sveglia sulla stessa spiaggia dopo aver perso conoscenza in seguito all'ennesima sbronza e viene accusato dell'omicidio. Nonostante Val si accusi dell'omicidio per salvare il marito, l'accusa contro Gary non decade. Intanto, Laura si rifiuta di perdonare Richard per aver maltrattato Ciji quando era in vita. Credendo che sua moglie non lo ami più, l'uomo lascia Knots Landing (ma la donna crederà che l'uomo sia fuggito perché ha ucciso Ciji). Anche Kenny e Ginger decidono di lasciare la cittadina californiana per trasferirsi a Nashville, dove l'uomo ha ricevuto un'allettante proposta di lavoro. In finale di stagione, Gary e gli altri personaggi si preparano ad affrontare il processo. Nel frattempo anche Lilimae scopre la vera identità di Chip Roberts, proprio mentre quest'ultimo se la svigna dalla città con Diana.

## Personaggi

### Personaggi principali
- James Houghton: Kenny Ward (stagioni 1-4)
- Kim Lankford: Ginger Ward (stagioni 1-4)
- Michele Lee: Karen Cooper Fairgate MacKenzie (stagioni 1-14)
- Constance McCashin: Laura Avery Sumner (stagioni 1-9)
- Don Murray: William Sidney Fairgate (stagioni 1-3)
- John Pleshette: Richard Avery (regolare: stagioni 1-4; ospite: stagione 9)
- Ted Shackelford: Garrison Arthur "Gary" Ewing (stagioni 1-14)
- Joan Van Ark: Valene "Val" Clements Ewing Ewing Gibson Waleska Ewing (regolare: stagioni 1-13; ospite: stagione 14)
- Donna Mills: Abby Fairgate Cunningham Ewing Sumner (regolare: stagioni 2-10; ospite: stagione 14)
- Julie Harris: Lilimae Clements (regolare: stagioni 4-9; ricorrente: stagione 3; ospite: stagione 1)
- Kevin Dobson: Marion Patrick "Mack" MacKenzie (stagioni 4-14)
- Claudia Lonow: Diana Fairgate (regolare: stagione 5; ricorrente: stagioni 1-4, 14; ospite: stagione 6)
- Douglas Sheehan: Ben Gibson (stagioni 5-8)
- William Devane: Greg Sumner (stagioni 5-14)
- Lisa Hartman: Ciji Dunne (regolare: stagioni 6-7; ricorrente: stagioni 4-5)
- Alec Baldwin: Joshua Rush (stagioni 6-7)
- Teri Austin: Jill Bennett (regolare: stagione 10; ricorrente: stagioni 7-9; ospite: stagione 6)
- Nicollette Sheridan: Paige Matheson (stagioni 10-14)
- Patrick Petersen: Michael Fairgate (regolare: stagioni 11-12; ricorrente: stagioni 1-10)
- Tonya Crowe: Olivia Cunningham Dyer (regolare: stagione 11; ricorrente: stagioni 2-10)
- Michelle Phillips: Anne Winston Matheson Sumner (regolare: stagioni 12-14; ricorrente :stagioni 8, 11; ospite: stagione 10)
- Larry Riley: Frank Williams (regolare: stagioni 12-13; ricorrente: stagioni 9-11)
- Stacy Galina: Kate Whittaker (regolare: stagioni 13-14; ricorrente: stagione 12)
- Kathleen Noone: Claudia Sumner Whittaker (regolare: stagioni 13-14; ricorrente: stagione 12)

### Personaggi secondari
- Steve Shaw, Eric Fairgate
- Bobby Jacoby, Brian Cunningham (1980-1985)
- Stephen Macht, Joe Cooper
- Michael Sabatino, Chip Roberts
- Joanna Pettet, Detective Janet Baines
- Danielle Brisebois, Mary-Frances Sumner
- Hunt Block, Senatore Peter Hollister
- Brian Austin Green, Brian Cunningham (1986-1989)
- Wendy Fulton, Jean Hackney
- Joshua Devane, Greg Sumner (in versione ragazza)
- Lar Park-Lincoln, Linda Fairgate
- Peter Reckell, Johnny Rourke
- Lynne Moody, Pat Williams
- Kent Masters-King, Julie Williams
- Paul Carafotes, Harold Dyer
- Melinda Culea, Paula Vertosick
- Robert Desiderio as Ted Melcher
- Sam Behrens, Danny Waleska
- Joseph Gian, Tom Ryan
- Lorenzo Caccialanza, Nick Schillace/Dimitri Papas
- Bruce Greenwood as Pierce Lawton
- Karen Allen as Annie Fairgate
- Helen Hunt as Betsy
- Gary Sinise as Lee Maddox
- Ava Gardner as Ruth Galveston
- Dick Sargent as Himself
- Ruth Roman as Sylvia Lean
- Doug Savant, Mack MacKenzie (versione ragazzo)
- Michael York as Charles Scott
- Red Buttons as Al Baker
- Stuart Whitman as Willis
- Halle Berry as Debbie Porter
- David James Elliott, Bill Nolan
- Howard Duff, Paul Galveston
- Lance Guest, Steve Brewer
- Stepfanie Kramer, Marni
- Jerry Hardin, Billy Reed

## Episodi
| Serie                                 | Episodi | Prima TV originale | Prima TV Italia |
| ------------------------------------- | ------- | ------------------ | --------------- |
| Prima stagione                        | 13      | 1979-1980          | 1981            |
| Seconda stagione                      | 18      | 1980-1981          | 1982            |
| Terza stagione                        | 22      | 1981-1982          | 1983            |
| Quarta stagione                       | 22      | 1982-1983          | 1984            |
| Quinta stagione                       | 25      | 1983-1984          | 1985            |
| Sesta stagione                        | 30      | 1984-1985          | 1986            |
| Settima stagione                      | 30      | 1985-1986          | 1989            |
| Ottava stagione                       | 30      | 1986-1987          | 1990            |
| Nona stagione                         | 29      | 1987-1988          | 1991 (24 ep.)   |
| Decima stagione                       | 28      | 1988-1989          | Inedita         |
| Undicesima stagione                   | 29      | 1989-1990          | Inedita         |
| Dodicesima stagione                   | 27      | 1990-1991          | Inedita         |
| Tredicesima stagione                  | 22      | 1991-1992          | Inedita         |
| Quattordicesima stagione              | 19      | 1992-1993          | Inedita         |
| Film Tv                               | Episodi | Prima TV originale | Prima TV Italia |
| Knots Landing: Back to the Cul-de-Sac | 2       | 1997               | Inedito         |
| Documentari                           | Episodi | Prima TV originale | Prima TV Italia |
| The Knots Landing Block Party         | 1       | 1993               | Inedito         |
| Knots Landing Reunion: Together Again | 1       | 2005               | Inedito         |